# Hermeto Pascoal
 (janvier 2023).
Hermeto Pascoal (né le 22 juin 1936) est un compositeur et multi-instrumentiste brésilien né à Arapiraca, dans l'État d'Alagoas, au Nord-Est du Brésil.

## Présentation
C'est un musicien et compositeur prolifique qui transcende toutes les tentatives de catégorisation. Il utilise souvent des instruments peu usuels : des théières, des jouets d'enfants, des boîtes en plastique, des objets trouvés ici ou là, voire (sans leur faire de mal) des animaux vivants. Il emploie la nature comme base de ses compositions, comme dans Música da Lagoa où les musiciens immergés dans un lagon font des bulles et jouent de la flûte. C'est un soliste énergique et virtuose qui peut jouer avec facilité de presque n'importe quel instrument : les instruments à clavier, le bandonéon, le saxophone, la guitare, la flûte, divers cuivres, les percussions et divers instruments folkloriques. Lors d'une émission télévisée brésilienne, en 1999, il a chanté dans une tasse la bouche partiellement immergée dans l'eau.
Compositeur prolifique, il s'est rendu célèbre par son projet Calendário do Som dans lequel il a composé une chanson par jour, afin que tout le monde en ait une pour son anniversaire.
Connu sous les noms o bruxo (le sorcier), o mago (le magicien) ou o campeão (le champion), Hermeto Pascoal est albinos. Il fut ridiculisé dans son enfance et a dit apprécier les États-Unis car il s'y sent respecté pour sa musique et n'y est pas considéré comme un « monstre » par les gens dans la rue. Il est cependant aujourd'hui bien connu et très respecté dans son pays. Il vit avec sa femme, Aline Morena dans la ville natale de cette dernière, Curitiba, la capitale de l'État de Paraná.

## Biographie
Il naît à Lagoa da Canoa, district d'Arapiraca, dans le Nordeste brésilien, probablement en juin 1936. Son père est forgeron. A dix ans, il a commencé à jouer de la flûte et de l'accordéon, et s'est rapidement produit en duo avec son frère aîné, José Neto. En 1950, la famille déménagea à Recife où les deux frères jouèrent ensemble de l'accordéon pour des radios locales.
La carrière d'Hermeto a vraiment débuté en 1964, quand il a joué dans plusieurs enregistrements de musique brésilienne avec des groupes relativement petits. Ces albums, aujourd'hui classiques, et les musiciens qui y ont participé (notamment Edu Lobo, Airto Moreira, Elis Regina, César Camargo Mariano) ont créé de nouvelles directions qui allaient avoir une grande influence sur le jazz brésilien post-bossa.
Il commença à être connu internationalement après que Miles Davis l'a invité en 1970 à participer à l'album enregistré en studio Live-Evil, dans lequel il joua plusieurs de ses propres compositions. Miles Davis a alors dit qu'Hermeto Pascoal était « le plus impressionnant musicien du monde. » Des collaborations ultérieures ont inclus des musiciens brésiliens tels qu'Airto Moreira et Flora Purim. À partir de la fin des années 1970, il s'est essentiellement produit avec ses propres groupes, jouant dans nombre de lieux prestigieux, notamment au Festival de Jazz de Montreux en 1979.
Il soutient publiquement le chef Raoni contre le Barrage de Belo Monte.

## Discographie
- Hermeto (1970, réédité en CD avec le titre Brazilian Adventure)
- A Música Livre De Hermeto Pascoal (1973)
- Porco Na Festa // Rainha do Mar (single) (1975)
- Slaves Mass (1976)
- Zabumbê-Bum-Á (1979)
- Ao Vivo Montreux Jazz Festival (1979)
- Cérebro Magnético (1980)
- Lagoa Da Canoa, Município De Arapiraca (1984)
- Hermeto Pascoal & Grupo (1982, réédité en CD avec le titreThe Legendary Improviser)
- Brasil Universo (1986)
- Só Não Toca Quem Não Quer (1987)
- Hermeto Solo - Por Diferentes Caminhos (1988)
- Mundo Verde Esperança (1989, non édité)
- Festa dos Deuses (1992)
- Instrumental no CCBB (1993, avec Renato Borghetti)
- Eu E Eles (1999)[3]
- Mundo Verde Esperança (2004)
- Chimarrão com Rapadura (2006, avec Aline Morena)
- Bodas de Latão (2010, avec Aline Morena)
- Hermeto Pascoal: The Monash Sessions (2013)
- Viajando com o som (2017 , enregistré en 1976)
- No Mundo dos Sons (2017, double CD)
- Natureza Universal (2018, Hermeto Pascoal & Big Band)
- Made of Music (2018)
- E sua visão original do forró (2018)

## Extras
- Natural Feelings (1970)
- Seeds On The Ground - The Natural Sounds Of Airto (1971)
- Stone Alliance - Hermeto e Márcio Montarroyos (1980)
- Montreux Jazz Festival (1982)
- Instrumental No Ccbb - Renato Borghetti e Hermeto Pascoal (1993)
- Brasil Musical - Série Música Viva - Pau Brasil e Hermeto Pascoal (1996)

## Apparitions
- 1956: Ritmos Alucinantes, de Clovis Pereira
- 1959: Batucando no Morro, de Pernambuco do Pandeiro e seu regional
- 1970: Natural Feelings, de Airto Moreira
- 1970: Electric Byrd, de Donald Byrd
- 1970: Sergio Mendes Presents Lobo (en), de Edu Lobo (produit par Sérgio Mendes)
- 1970: It Could Only Happen with You, de Duke Pearson
- 1970: Live-Evil, de Miles Davis
- 1971: Cantiga de Longe, de Edu Lobo
- 1971: Seeds on the Ground, de Airto Moreira
- 1975: Di Melo, de Di Melo
- 1976: Imyra, Tayra, Ipy, de Taiguara
- 1976: Open Your Eyes You Can Fly, de Flora Purim - Avec George Duke, Alphonso Johnson, etc.
- 1976  Goldenwings, de Opa
- 1977: Orós, de Raimundo Fagner
- 1978: Robertinho no passo, de Robertinho de Recife
- 1979: Sivuca, de Sivuca
- 1979: Live in Montreux, de Elis Regina
- 1980: Stone Alliance, de Márcio Montarroyos
- 1983: Cordas vivas, de Heraldo do Monte
- 1984: Ponto do músicos, de Nenê
- 1986: Balãozinho, de Eduardo Gudin
- 1986: Cordas mágicas, de Heraldo do Monte
- 1986: Pindorama, de Pau Brasil
- 1987: Flávio Pantoja, de Flavio Pantoja
- 1987: Dharana, de Dharana
- 1996: Brasil Musical - Série Música Viva - Pau Brasil E Hermeto Pascoal|Brasil Musical - Série Música Viva (Avec Pau Brasil)
- 1998: Maritmo, de Adriana Calcanhotto (sur "Canção por Acaso")
- 2000: Oferenda, de Aleuda
- 2000: Nação Nordestina, de Zé Ramalho (sur "Violando com Hermeto")
- 2003: Serenata: The Music of Hermeto Pascoal, de Mike Marshall et Jovino Santos Neto
- 2006: Roda Carioca, de Jovino Santos Neto

## Prix et récompenses
- 1973 : Prix APCA (pt) : meilleur soliste de musique populaire.
- 2019 : Latin Grammy Awards : Meilleur album roots en portugais (pt) pour E Sua Visão Original Do Forró[4].